# Shipwrecked
Shipwrecked (en español "Náufrago") es una canción del grupo británico Genesis que aparece en su álbum de 1997 titulado Calling All Stations. La música fue compuesta por Tony Banks y Mike Rutherford, mientras que la letra fue escrita solamente por Rutherford.

## Características
"Shipwrecked" es una de las clásicas baladas de Genesis, con una interesante melodía y tocando el tema de la separación. Trata sobre alguien quien ha terminado una relación de pareja y ahora se siente desamparado, solo, "Náufrago". Banks provee sus teclados, mientras que Rutherford hace uso de su guitarra rítmica.
El álbum en el que fue publicada la canción, "Calling All Stations", no fue muy bien recibido por la crítica y sus ventas pobres resultaron en la pérdida de cierto estatus comercial que el grupo ya había establecido con trabajos anteriores, especialmente en los Estados Unidos donde el LP fue considerado un fracaso. Consecuentemente Shipwrecked no tuvo un impacto significativo cuando fue publicado como simple.
Algunas versiones del sencillo incluyen versiones acústicas de No Son Of Mine, Supper's Ready (solo "Lover's Leap"), y Turn It On Again como lados-B, todas cantadas por Ray Wilson. También se hizo un video promocional para la canción, donde aparecen los integrantes de la banda interpretándola.
- Datos: Q1189616